# ReQuest Dance Crew
 (août 2017).
Si vous disposez d'ouvrages ou d'articles de référence ou si vous connaissez des sites web de qualité traitant du thème abordé ici, merci de compléter l'article en donnant les références utiles à sa vérifiabilité et en les liant à la section « Notes et références ».
 (août 2017).
Le contenu est difficilement compréhensible vu les erreurs de traduction, qui sont peut-être dues à l'utilisation d'un logiciel de traduction automatique.
ReQuest Dance Crew (également connu sous le nom ReQuest ou « royal family » ) est une équipe mixte de danse hip-hop d'Auckland en Nouvelle-Zélande. ReQuest a été formé en 2007, avec à l'origine cinq membres. Ils sont basés à The Palace Dance Studio à Penrose et Hamilton, et sont l'un des sept équipages du Palace Dance Studio, aux côtés de la Royal Family (Megacrew), Royal Family Varsity (Megacrew), Kingsmen (adultes), Mini ReQuest (varsity / junior ), Sorority (varsity), et Bubblegum (junior).

## Compétition
En 2009, ReQuest a concouru pour la première fois aux Championnats HHI World Hip Hop Dance à Las Vegas , remportant la première place dans la division Varsity Crews. L'année suivante, ReQuest a déménagé dans la division Adult Crews où ils ont de nouveau placé en premier, devant l'équipage américain Poreotics qui avait gagné la saison 5 de la meilleure Dance Crew de l' Amérique cette année-là.  En 2011, ils ont gagné la deuxième place aux championnats du monde, derrière Plague from the United Kingdom.  Au sein de la grande Megacrew de la famille royale, ils ont remporté trois médailles d'or (2011, 2012, 2013) et une médaille d'argent (2015) aux Championnats du monde de hip hop de la division Megacrew.
À l'extérieur des championnats du monde, ReQuest s'est classé premier aux Championnats du monde de la suprématie 2009 (division Varsity) à Melbourne et ont été couronnés champions du Concours Body Rock Dance de 2012 à San Diego .

## Membres 2017
- Parris Goebel
- Althea Strydom
- Kyra Aoake
- Kaea Pearce
- Kirsten Dodgen
- Corbyn Taulealea-Huch
- Ling Zhang
- Zena M'Bengue
- Martina Toderi
- Maddison Hale
- Ruth Pearce
- Simon Turangatau
- Jacob Filipe
- Quinn Prendergast

## Autres membres
- Irina Fraser
- Priscilla Nemani
- Ashleigh MacKinven
- Shalom Leilua
- Bonnie Talamaivao
- Courtney Hale
- Kaili Bright
- Samantha Cahill
- Janina Suramach
- Reimy Jones
- Ngavaine Tearea
- Malaena Eagle
- Colette Eagle
- Bianca Paine
- Brooke O'Neill
- Starcia O'Neill
- Floss Moloney
- Kerrie Milne
- Oriana Siewkim
- Christa Albert
- Onyeka Arapai
- Alexandra Carson
- Shyvon Campbell
- Bianca Ikinofo
- Jessica Toatoa
- Leilani De Marco
- Leila DeBarneo
- Marcello Roudilla
- Hugh James
- Isla Potini
- Teesha Siale
- Pearl Tekuru
- Isabella Shontae
- Maddy Barnett
- Samyah Powell

## Télévision et spectacle en direct
En 2011, ReQuest a réussi à auditionner pour la saison 6 de America's Best Dance Crew.  Ils ont été la deuxième équipe de danse internationale à être présenté à l'émission américaine (après Blueprint Cru de Montréal, Canada en 2010) et la première équipe de l'extérieur de l'Amérique du Nord. ReQuest a été éliminé dans la semaine 4 de la compétition.
En 2012, la capitaine du groupe Parris Goebel a été embauché comme chorégraphe pour Jennifer Lopez dans le cadre du Dance Again World Tour . ReQuest a également joué avec Lopez lors de la finale de la saison 11 de American Idol et a participé à la vidéo musicale pour son single " Goin 'In ".  À la suite d'une rencontre avec le réalisateur international Jamie King , qui travaillait avec Jennifer Lopez à l'époque, six membres de ReQuest ont été sous contrat pour le Michael Jackson: One de Cirque du Soleil , basé à Las Vegas.  Goebel elle-même a également été contractée pour servir d'un des chorégraphes pour le spectacle.  Goebel a été présenté lors de la saison 15 de la version américaine de Dancing with the Stars , joué sur scène avec plusieurs danseurs de ReQuest et Royal Family.  Parris fait également la tournée intitulée "Skulls and Crowns" avec quelques danseurs chanceux du The Palace.
En 2015, ReQuest a été impliqué dans une série télévisée à la demande sur la télévision mahoriine intitulée The Palace , qui a donné un aperçu de la formation et de la vie quotidienne des danseurs au The Palace Dance Studios.  En novembre de cette année, plusieurs danseurs de ReQuest sont apparus sur scène lors des Jeux de musique américains de 2015 lors des débuts de Jennifer Lopez.  Le mois suivant, les danseurs de ReQuest et de la Famille royale sont apparus au Mnet Asian Music Awards de 2015 , dansant sur scène pour les actes K-pop CL , 2NE1 et Big Bang .  équipe de danse ReQuest faisait partie des clips de Parri $ Goebel "Friday" et "Nasty". Ils ont ensuite participé à son spectacle en direct à Las Vegas, en août 2016. Des membres de l'équipe de danse ReQuest sont également apparus sur scène avec Rihanna aux Video Music Awards de 2016 pour une représentation sur trois.
ReQuest a également participé récemment au Hit The Floor à Montréal au Canada.